# Rakousko na Eurovision Song Contest
Rakousko se zúčastnilo 57 ročníků soutěže Eurovision Song Contest, poprvé v roce 1957. Soutěž vysílá veřejnoprávní společnost ORF. Oba ročníky pořádané v Rakousku v letech 1967 a 2015 se konaly ve Vídni.
Rakousko vyhrálo Eurovizi třikrát. Udo Jürgens skončil v roce 1966 šestý, o rok později čtvrtý a při své třetí účasti v roce 1968 soutěž vyhrál s písní „Merci, Chérie“. Zároveň se jednalo o jediné umístění Rakouska mezi třemi nejlepšími ve 20. století. Druhé vítězství Rakousku zajistil v roce 2014 Conchita Wurst s písní „Rise Like a Phoenix“. Potřetí Rakousko soutěž ovládlo v roce 2025 díky písni „Wasted Love“ od zpěváka JJ. Naopak jako poslední skončila země ve finále 7krát.
Země ze soutěže několikrát odstoupila. Poprvé Eurovizi bojkotovala v roce 1969, kdy se soutěž konala ve Španělsku, jelikož v zemi tehdy vládl Francisco Franco. Do soutěže se nevrátila ani v roce následujícím, a to proto, že v roce 1969 došlo k situaci, kdy se o vítězství dělily čtyři země. Z neupřesněných důvodů chyběla i v letech 1973 až 1975. Kvůli špatným výsledkům se Rakousko nemohlo zúčastnit v letech 1998 a 2001. V roce 2006 země soutěž opustila kvůli špatným výsledkům z předchozích let a prohlásila, že talent už nerozhoduje o úspěchu. O rok později se Rakousko opět vrátilo, ale skončilo v semifinále předposlední – kvůli tomu a kvůli klesajícímu zájmu o Eurovizi v zemi proto soutěž opět opustilo. Vrátilo se až v roce 2011, kdy se soutěž konala v sousedním Německu. Tehdy také Rakousko poprvé od roku 2004 postoupilo do finále.

## Výsledky
| Rok                           | Interpret             | Píseň                                 | Jazyk                   | Finále        | Finále        | Semifinále                  | Semifinále                  |
| Rok                           | Interpret             | Píseň                                 | Jazyk                   | Pořadí        | Body          | Pořadí                      | Body                        |
| ----------------------------- | --------------------- | ------------------------------------- | ----------------------- | ------------- | ------------- | --------------------------- | --------------------------- |
| 1957                          | Bob Martin            | „Wohin, kleines Pony?“                | němčina                 | 10.           | 3             | nekonalo se                 | nekonalo se                 |
| 1958                          | Liane Augustin        | „Die ganze Welt braucht Liebe“        | němčina                 | 5.            | 8             | nekonalo se                 | nekonalo se                 |
| 1959                          | Ferry Graf            | „Der K. und K. Kalypso aus Wien“      | němčina                 | 9.            | 4             | nekonalo se                 | nekonalo se                 |
| 1960                          | Harry Winter          | „Du hast mich so fasziniert“          | němčina                 | 7.            | 6             | nekonalo se                 | nekonalo se                 |
| 1961                          | Jimmy Makulis         | „Sehnsucht“                           | němčina                 | 15.           | 1             | nekonalo se                 | nekonalo se                 |
| 1962                          | Eleonore Schwarz      | „Nur in der Wiener Luft“              | němčina                 | 13.           | 0             | nekonalo se                 | nekonalo se                 |
| 1963                          | Carmela Corren        | „Vielleicht geschieht ein Wunder“     | němčina, angličtina     | 7.            | 16            | nekonalo se                 | nekonalo se                 |
| 1964                          | Udo Jürgens           | „Warum nur, warum?“                   | němčina                 | 6.            | 11            | nekonalo se                 | nekonalo se                 |
| 1965                          | Udo Jürgens           | „Sag ihr, ich lass sie grüßen“        | němčina                 | 4.            | 16            | nekonalo se                 | nekonalo se                 |
| 1966                          | Udo Jürgens           | „Merci, Chérie“                       | němčina                 | 1.            | 31            | nekonalo se                 | nekonalo se                 |
| 1967                          | Peter Horten          | „Warum es hunderttausend Sterne gibt“ | němčina                 | 14.           | 2             | nekonalo se                 | nekonalo se                 |
| 1968                          | Karel Gott            | „Tausend Fenster“                     | němčina                 | 13.           | 2             | nekonalo se                 | nekonalo se                 |
| bez účasti v letech 1969–1970 |                       |                                       |                         |               |               | nekonalo se                 | nekonalo se                 |
| 1971                          | Marianne Mendt        | „Musik“                               | němčina                 | 16.           | 66            | nekonalo se                 | nekonalo se                 |
| 1972                          | The Milestones        | „Falter im Wind“                      | němčina                 | 5.            | 100           | nekonalo se                 | nekonalo se                 |
| bez účasti v letech 1973–1975 |                       |                                       |                         |               |               | nekonalo se                 | nekonalo se                 |
| 1976                          | Waterloo and Robinson | „My Little World“                     | angličtina              | 5.            | 80            | nekonalo se                 | nekonalo se                 |
| 1977                          | Schmetterlinge        | „Boom Boom Boomerang“                 | němčina, angličtina     | 17.           | 11            | nekonalo se                 | nekonalo se                 |
| 1978                          | Springtime            | „Mrs. Caroline Robinson“              | němčina                 | 15.           | 14            | nekonalo se                 | nekonalo se                 |
| 1979                          | Christina Simon       | „Heute in Jerusalem“                  | němčina                 | 18.           | 5             | nekonalo se                 | nekonalo se                 |
| 1980                          | Blue Danube           | „Du bist Musik“                       | němčina                 | 8.            | 64            | nekonalo se                 | nekonalo se                 |
| 1981                          | Marty Brem            | „Wenn du da bist“                     | němčina                 | 17.           | 20            | nekonalo se                 | nekonalo se                 |
| 1982                          | Mess                  | „Sonntag“                             | němčina                 | 9.            | 57            | nekonalo se                 | nekonalo se                 |
| 1983                          | Westend               | „Hurricane“                           | němčina                 | 9.            | 53            | nekonalo se                 | nekonalo se                 |
| 1984                          | Anita                 | „Einfach weg“                         | němčina                 | 19.           | 5             | nekonalo se                 | nekonalo se                 |
| 1985                          | Gary Lux              | „Kinder dieser Welt“                  | němčina                 | 8.            | 60            | nekonalo se                 | nekonalo se                 |
| 1986                          | Timna Brauer          | „Die Zeit ist einsam“                 | němčina                 | 18.           | 12            | nekonalo se                 | nekonalo se                 |
| 1987                          | Gary Lux              | „Nur noch Gefühl“                     | němčina                 | 20.           | 8             | nekonalo se                 | nekonalo se                 |
| 1988                          | Wilfried              | „Lisa Mona Lisa“                      | němčina                 | 21.           | 0             | nekonalo se                 | nekonalo se                 |
| 1989                          | Thomas Forstner       | „Nur ein Lied“                        | němčina                 | 5.            | 97            | nekonalo se                 | nekonalo se                 |
| 1990                          | Simone                | „Keine Mauern mehr“                   | němčina                 | 10.           | 58            | nekonalo se                 | nekonalo se                 |
| 1991                          | Thomas Forstner       | „Venedig im Regen“                    | němčina                 | 22.           | 0             | nekonalo se                 | nekonalo se                 |
| 1992                          | Tony Wegas            | „Zusammen geh'n“                      | němčina                 | 10.           | 63            | nekonalo se                 | nekonalo se                 |
| 1993                          | Tony Wegas            | „Maria Magdalena“                     | němčina                 | 14.           | 32            | Kvalifikacija za Millstreet | Kvalifikacija za Millstreet |
| 1994                          | Petra Frey            | „Für den Frieden der Welt“            | němčina                 | 17.           | 19            | nekonalo se                 | nekonalo se                 |
| 1995                          | Stella Jones          | „Die Welt dreht sich verkehrt“        | němčina                 | 13.           | 67            | nekonalo se                 | nekonalo se                 |
| 1996                          | George Nussbaumer     | „Weil's dr guat got“                  | němčina                 | 10.           | 68            | 6.                          | 80                          |
| 1997                          | Bettina Soriat        | „One Step“                            | němčina                 | 21.           | 12            | No semi-finals              | No semi-finals              |
| bez účasti v roce 1998        |                       |                                       |                         |               |               | No semi-finals              | No semi-finals              |
| 1999                          | Bobbie Singer         | „Reflection“                          | angličtina              | 10.           | 65            | No semi-finals              | No semi-finals              |
| 2000                          | The Rounder Girls     | „All to You“                          | angličtina              | 14.           | 34            | No semi-finals              | No semi-finals              |
| bez účasti v roce 2001        |                       |                                       |                         |               |               | No semi-finals              | No semi-finals              |
| 2002                          | Manuel Ortega         | „Say a Word“                          | angličtina              | 18.           | 26            | No semi-finals              | No semi-finals              |
| 2003                          | Alf Poier             | „Weil der Mensch zählt“               | němčina                 | 6.            | 101           | No semi-finals              | No semi-finals              |
| 2004                          | Tie Break             | „Du bist“                             | němčina                 | 21.           | 9             | TOP 11 z předchozího roku   | TOP 11 z předchozího roku   |
| 2005                          | Global.Kryner         | „Y así“                               | angličtina, španělština | nepostup      | nepostup      | 21.                         | 30                          |
| bez účasti v roce 2006        |                       |                                       |                         |               |               |                             |                             |
| 2007                          | Eric Papilaya         | „Get a Life – Get Alive“              | angličtina              | nepostup      | nepostup      | 27.                         | 4                           |
| bez účasti v letech 2008–2010 |                       |                                       |                         |               |               |                             |                             |
| 2011                          | Nadine Beiler         | „The Secret Is Love“                  | angličtina              | 18.           | 64            | 7.                          | 69                          |
| 2012                          | Trackshittaz          | „Woki mit deim Popo“                  | němčina                 | nepostup      | nepostup      | 18.                         | 8                           |
| 2013                          | Natália Kelly         | „Shine“                               | angličtina              | nepostup      | nepostup      | 14.                         | 27                          |
| 2014                          | Conchita Wurst        | „Rise Like a Phoenix“                 | angličtina              | 1.            | 290           | 1.                          | 169                         |
| 2015                          | The Makemakes         | „I Am Yours“                          | angličtina              | 26.           | 0             | hostitelská země            | hostitelská země            |
| 2016                          | Zoë                   | „Loin d'ici“                          | francouzština           | 13.           | 151           | 7.                          | 170                         |
| 2017                          | Nathan Trent          | „Running on Air“                      | angličtina              | 16.           | 93            | 7.                          | 147                         |
| 2018                          | Cesár Sampson         | „Nobody but You“                      | angličtina              | 3.            | 342           | 4.                          | 231                         |
| 2019                          | Paenda                | „Limits“                              | angličtina              | nepostup      | nepostup      | 17.                         | 21                          |
| 2020                          | Vincent Bueno         | „Alive“                               | angličtina              | ročník zrušen | ročník zrušen | ročník zrušen               | ročník zrušen               |
| 2021                          | Vincent Bueno         | „Amen“                                | angličtina              | nepostup      | nepostup      | 12.                         | 66                          |
| 2022                          | Lumix feat. Pia Maria | „Halo“                                | angličtina              | nepostup      | nepostup      | 15.                         | 42                          |
| 2023                          | Teya a Salena         | „Who the Hell Is Edgar?“              | angličtina              | 15.           | 120           | 2.                          | 137                         |
| 2024                          | Kaleen                | „We Will Rave“                        | angličtina              | 24.           | 24            | 9.                          | 46                          |
| 2025                          | JJ                    | „Wasted Love“                         | angličtina              | 1.            | 436           | 5.                          | 104                         |

| Legenda | Legenda                              |
| ------- | ------------------------------------ |
| 1       | 1. místo                             |
| 2       | 2. místo                             |
| 3       | 3. místo                             |
| ◁       | poslední místo                       |
| X       | interpret vybrán, ale nezúčastnil se |

## Galerie

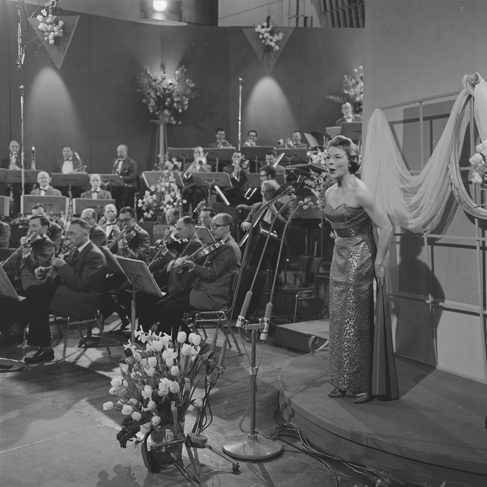
Liane Augustin v Hilversumu (1958)
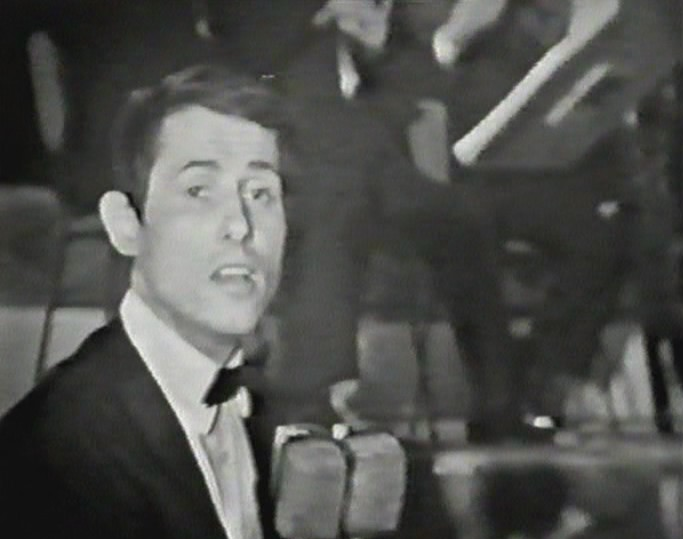
Udo Jürgens v Neapoli (1965)
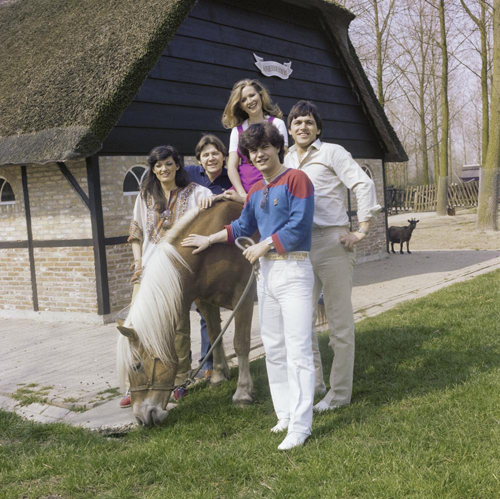
Blue Danube v Haagu (1980)
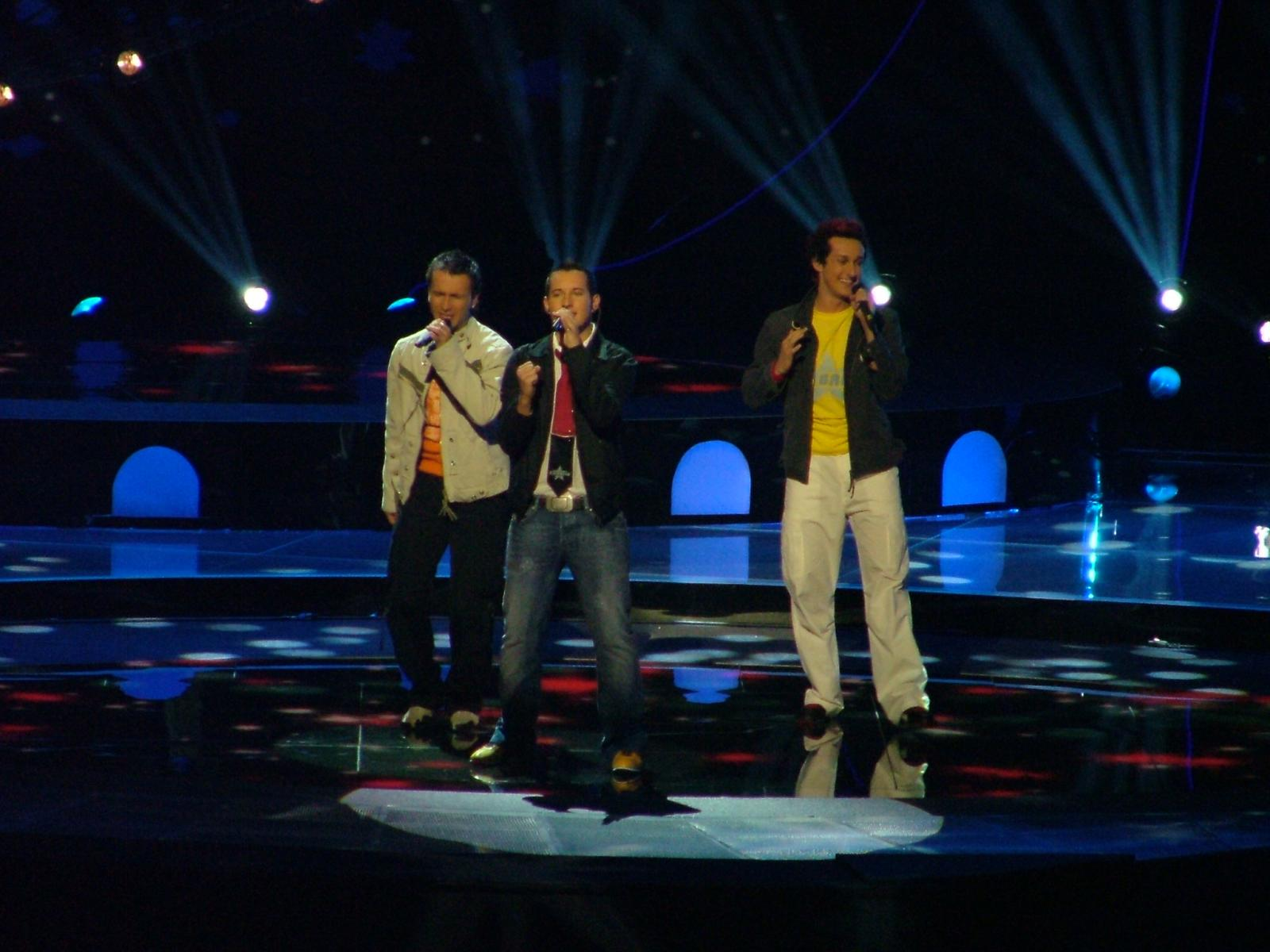
Tie Break v Istanbulu (2004)
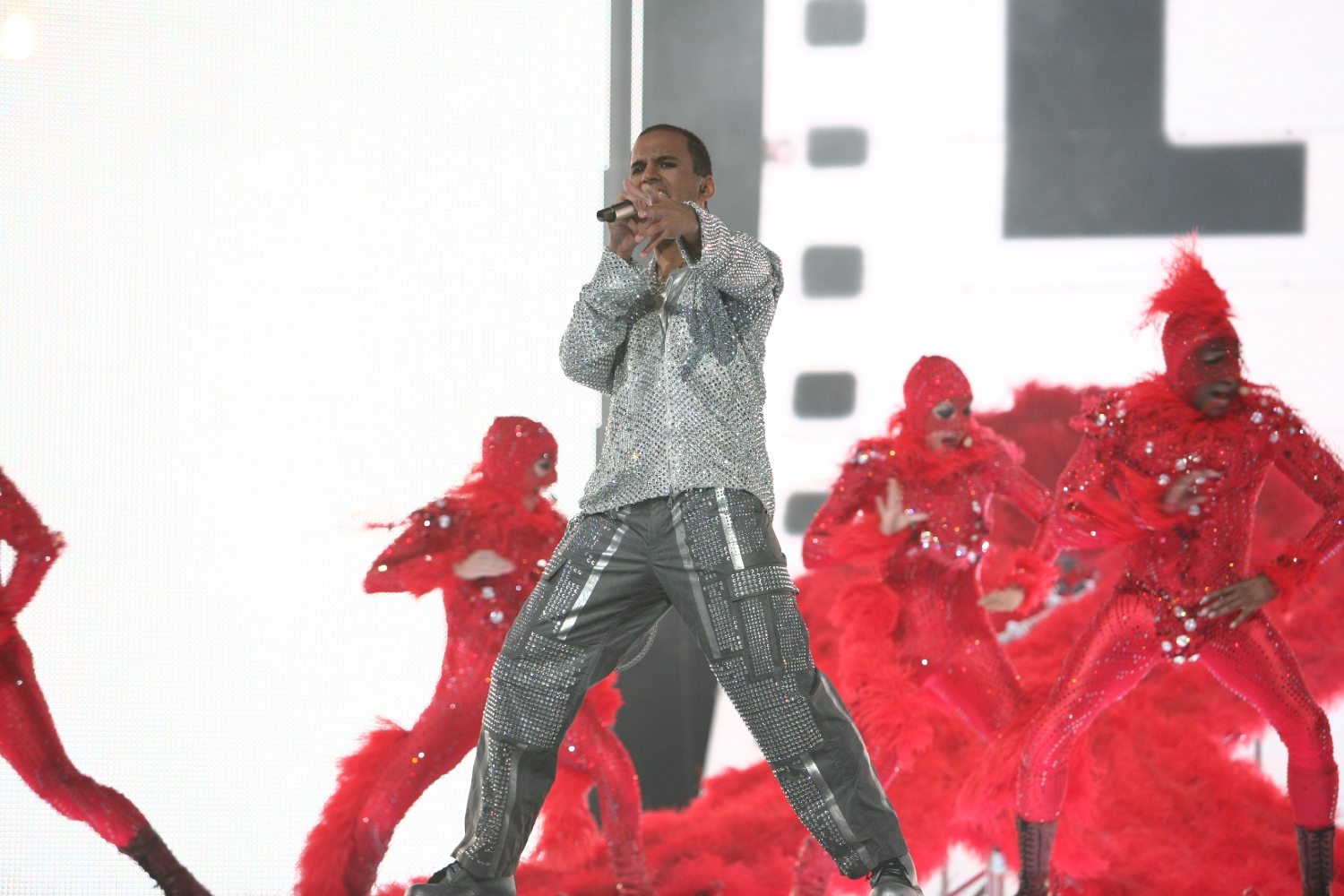
Eric Papilaya v Helsinkách (2007)
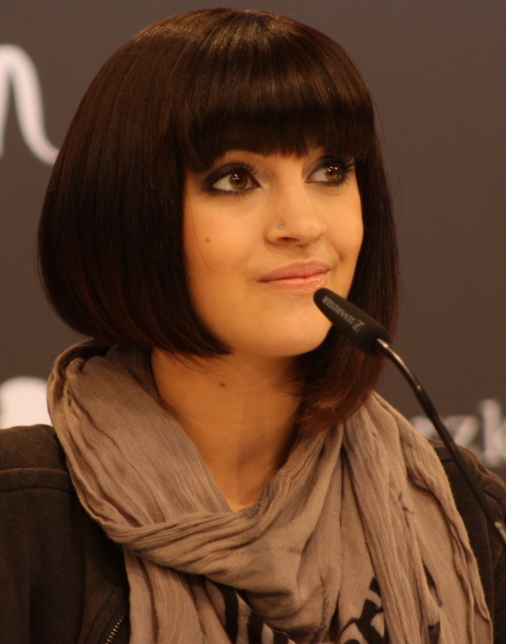
Nadine Beiler v Düsseldorfu (2011)
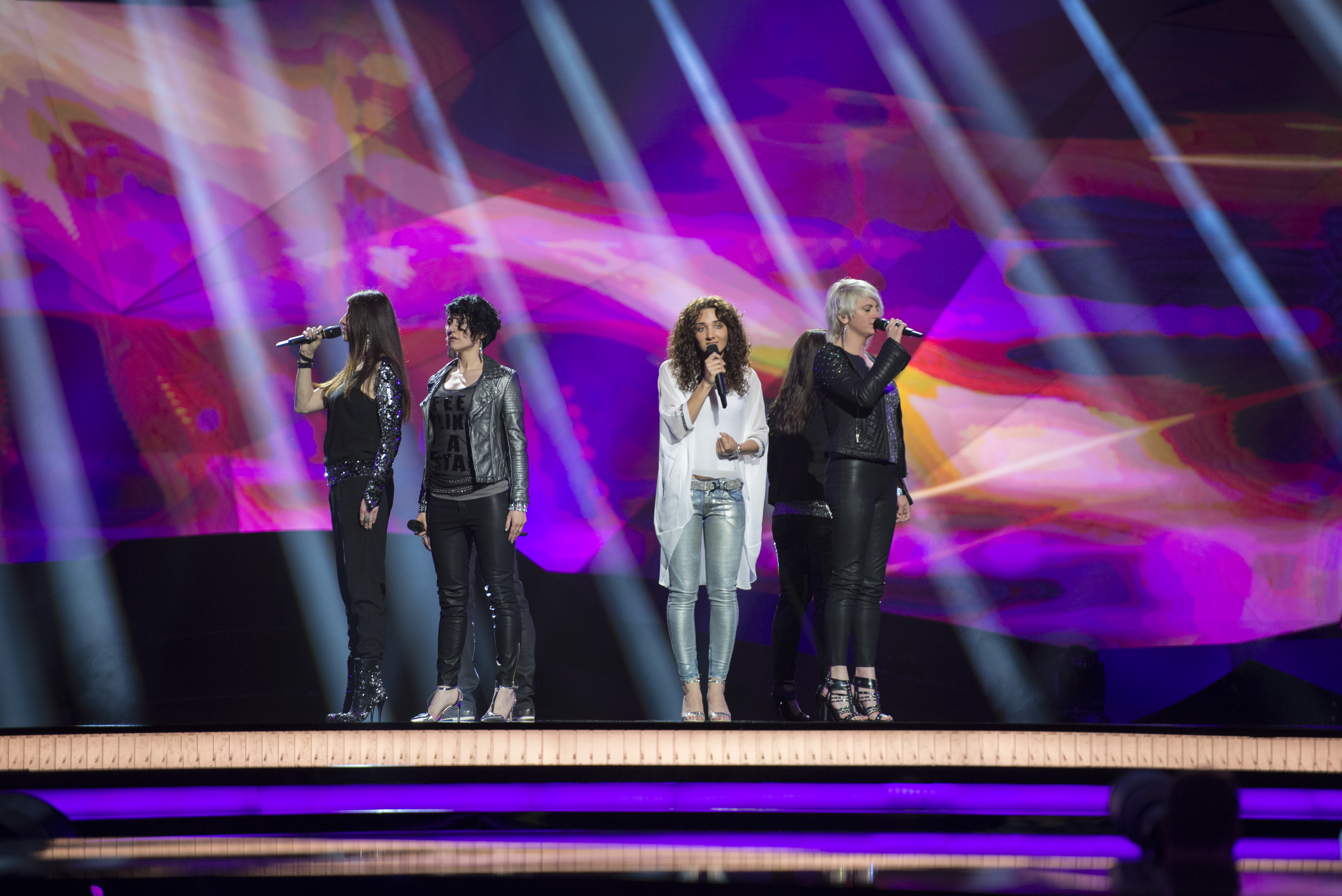
Natália Kelly v Malmö (2013)
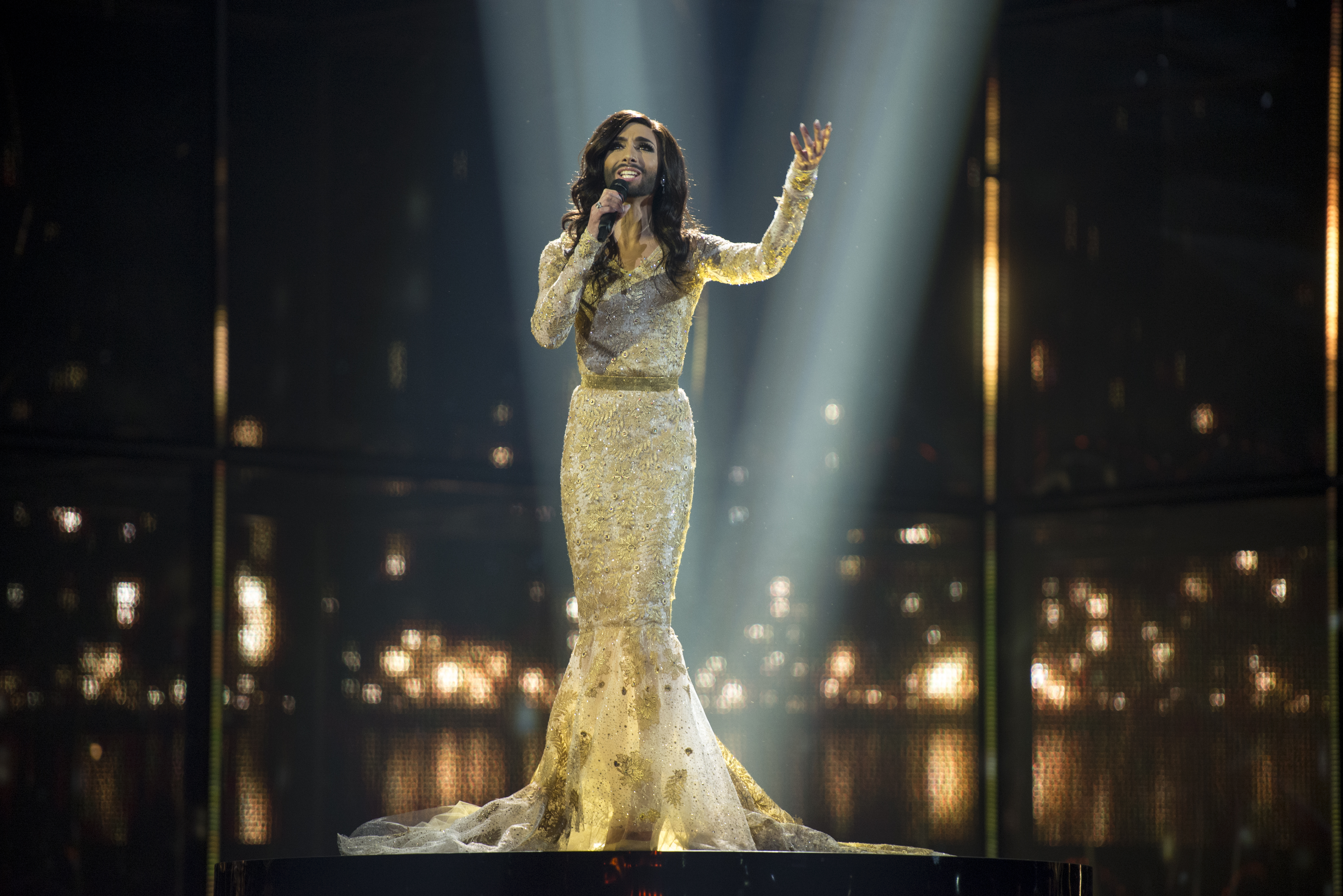
Conchita Wurst v Kodani (2014)
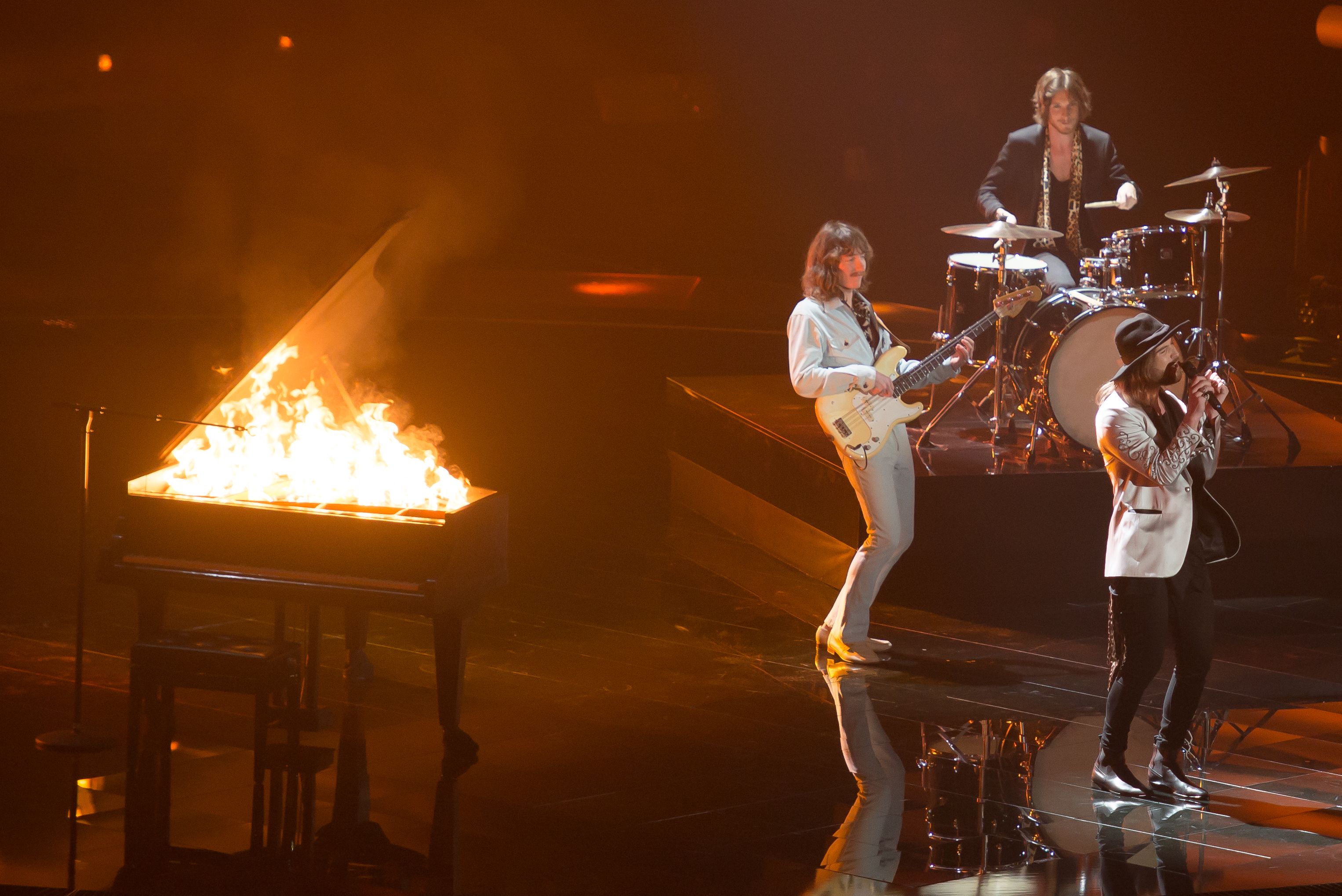
The Makemakes ve Vídni (2015)
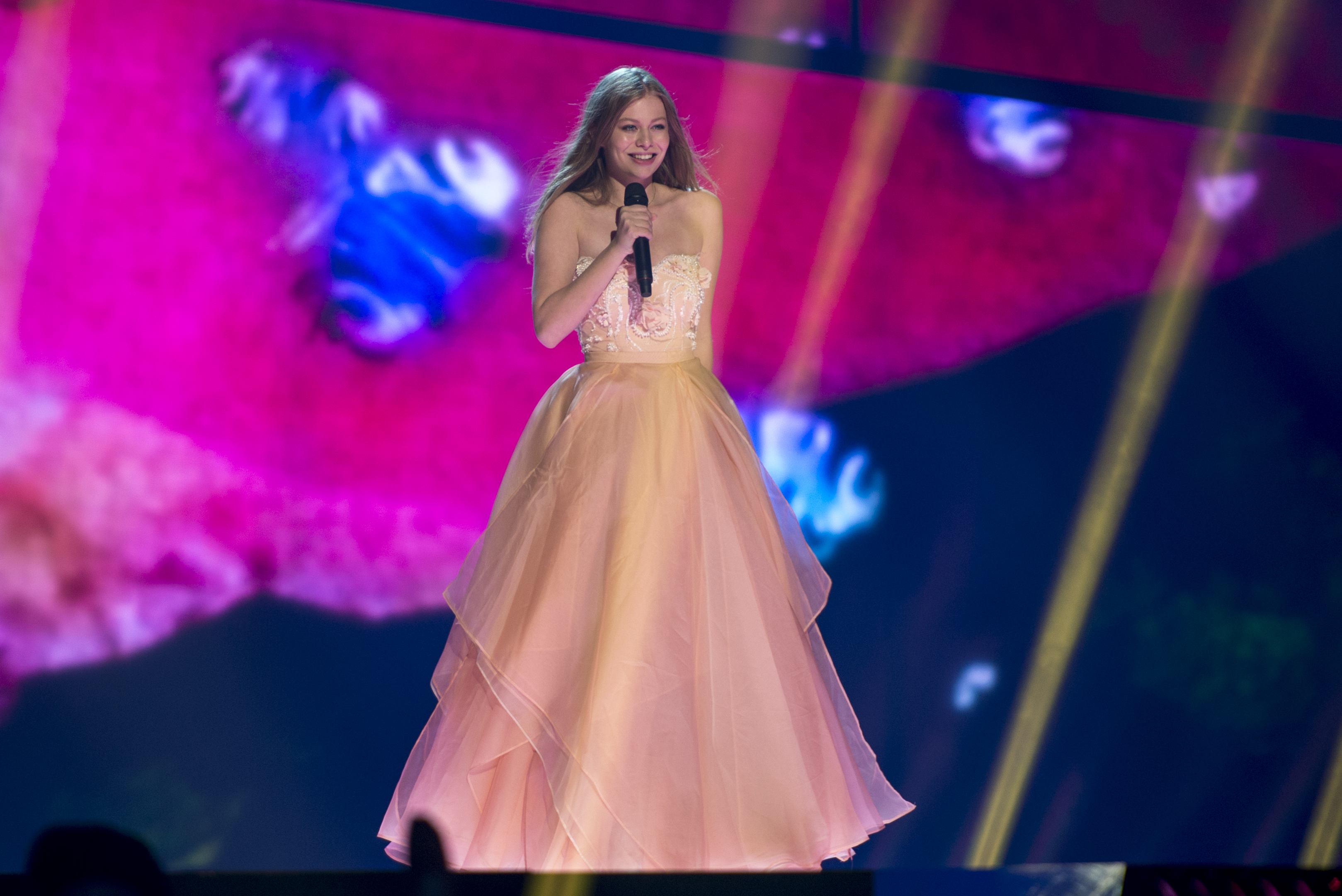
Zoë ve Stockholmu (2016)
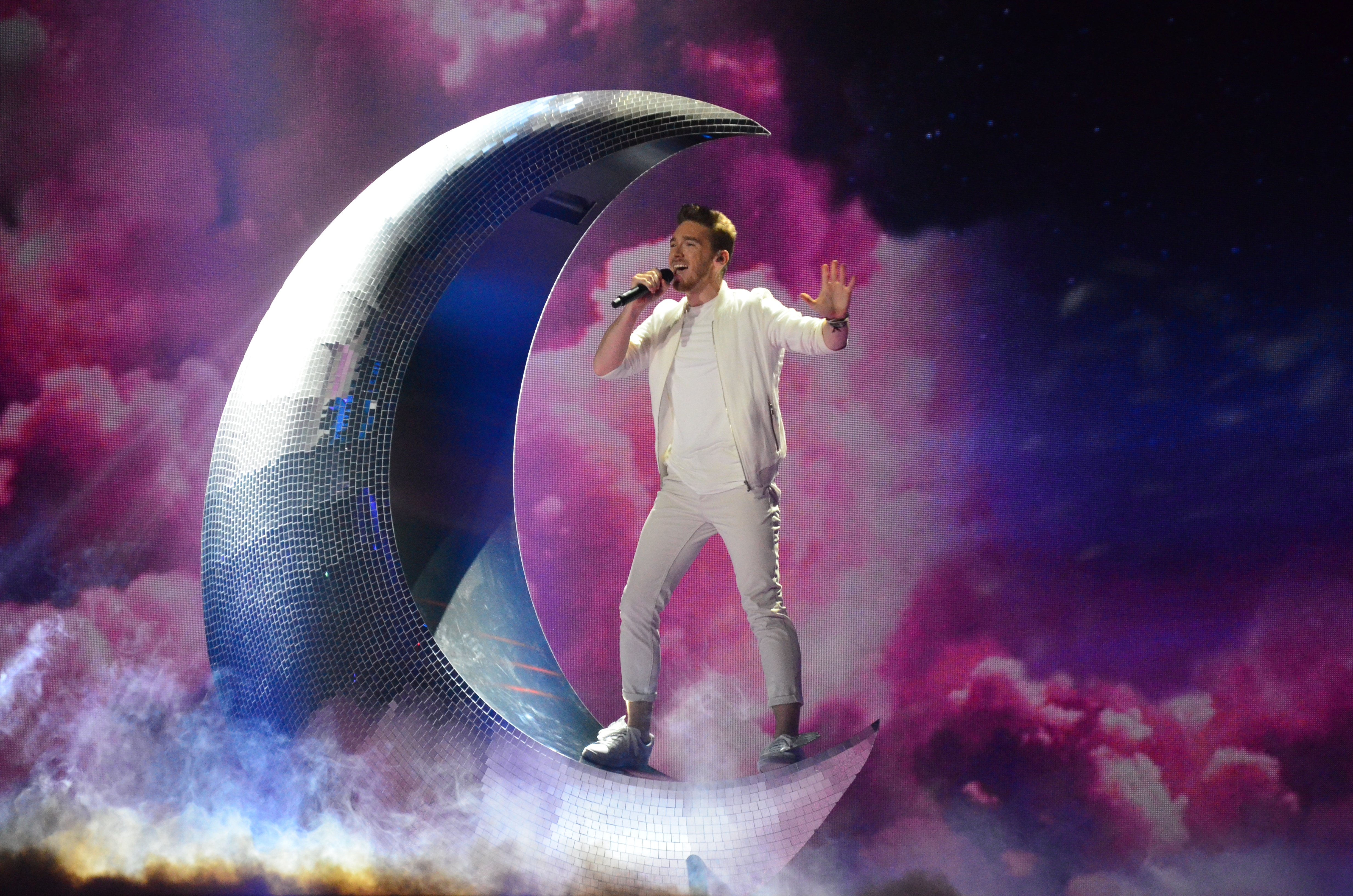
Nathan Trent v Kyjevě (2017)
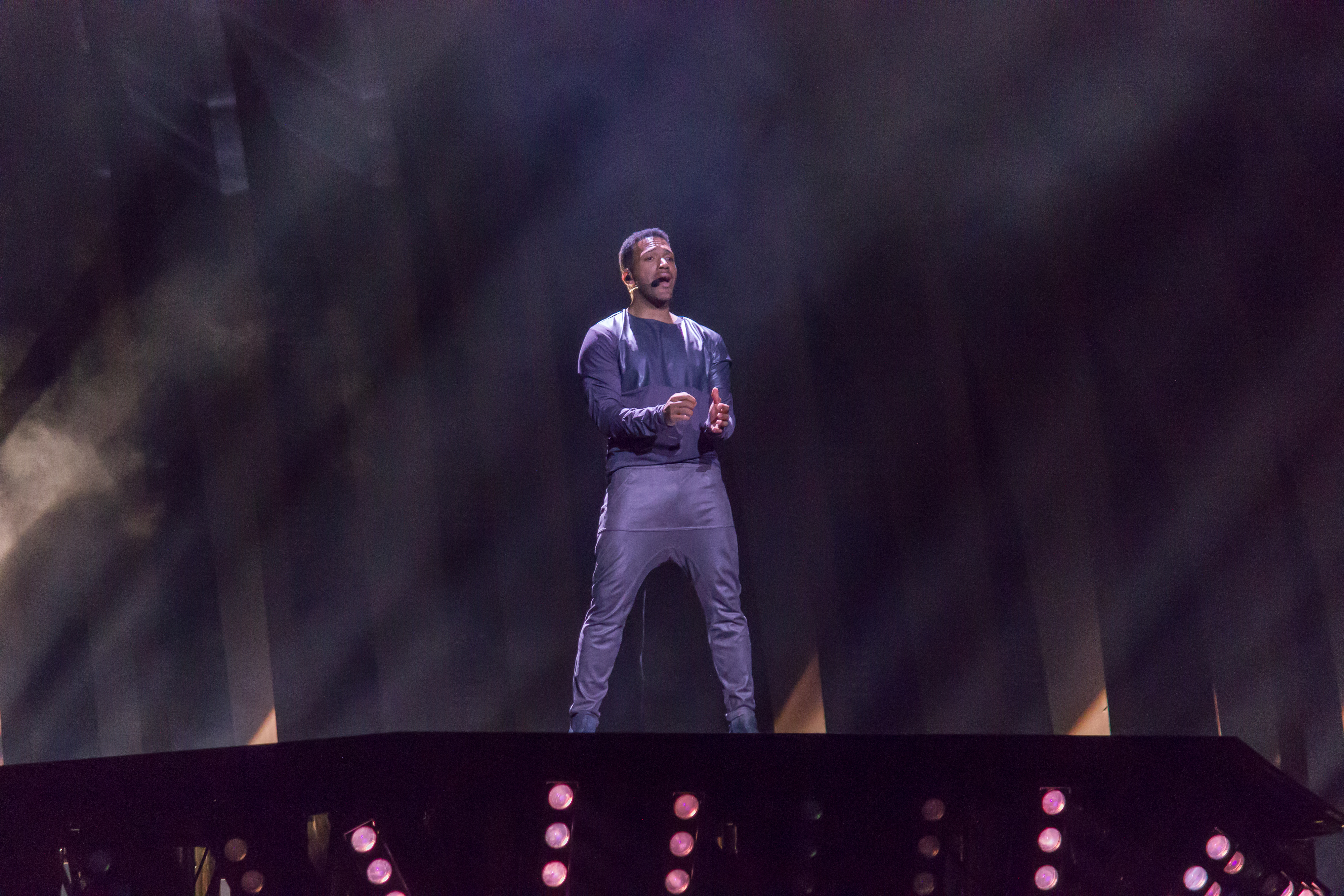
Cesár Sampson v Lisabonu (2018)
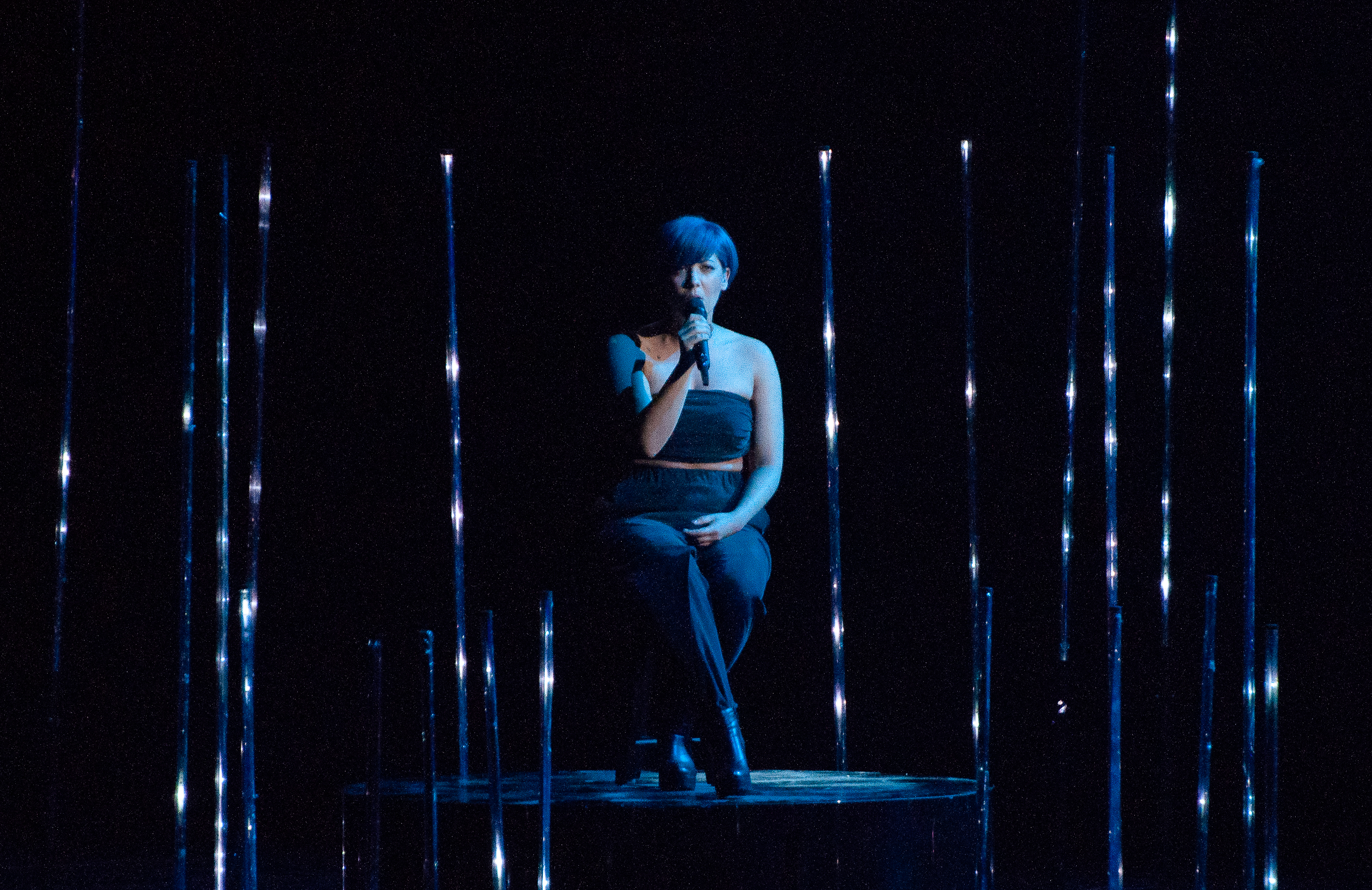
Paenda v Tel Avivu (2019)
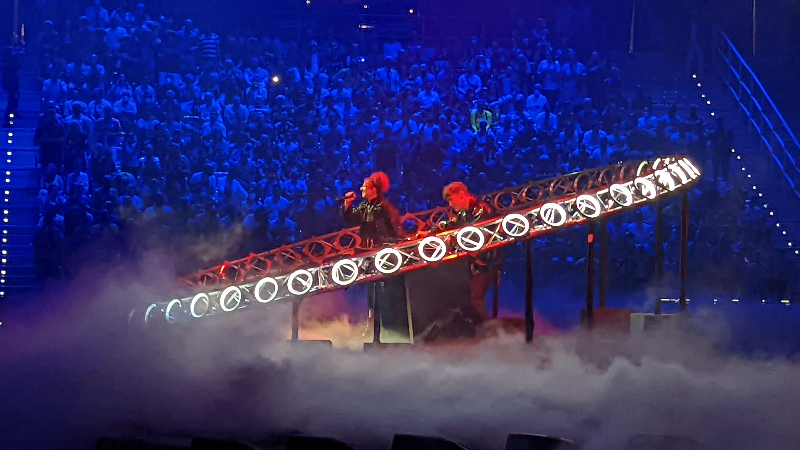
Lumix a Pia Maria v Turíně (2022)
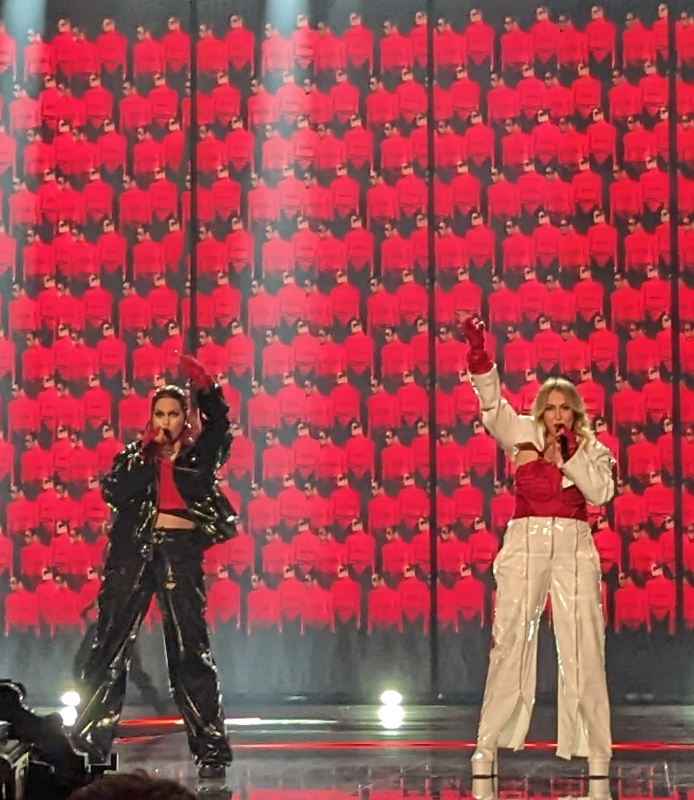
Teya a Salena v Liverpoolu (2023)
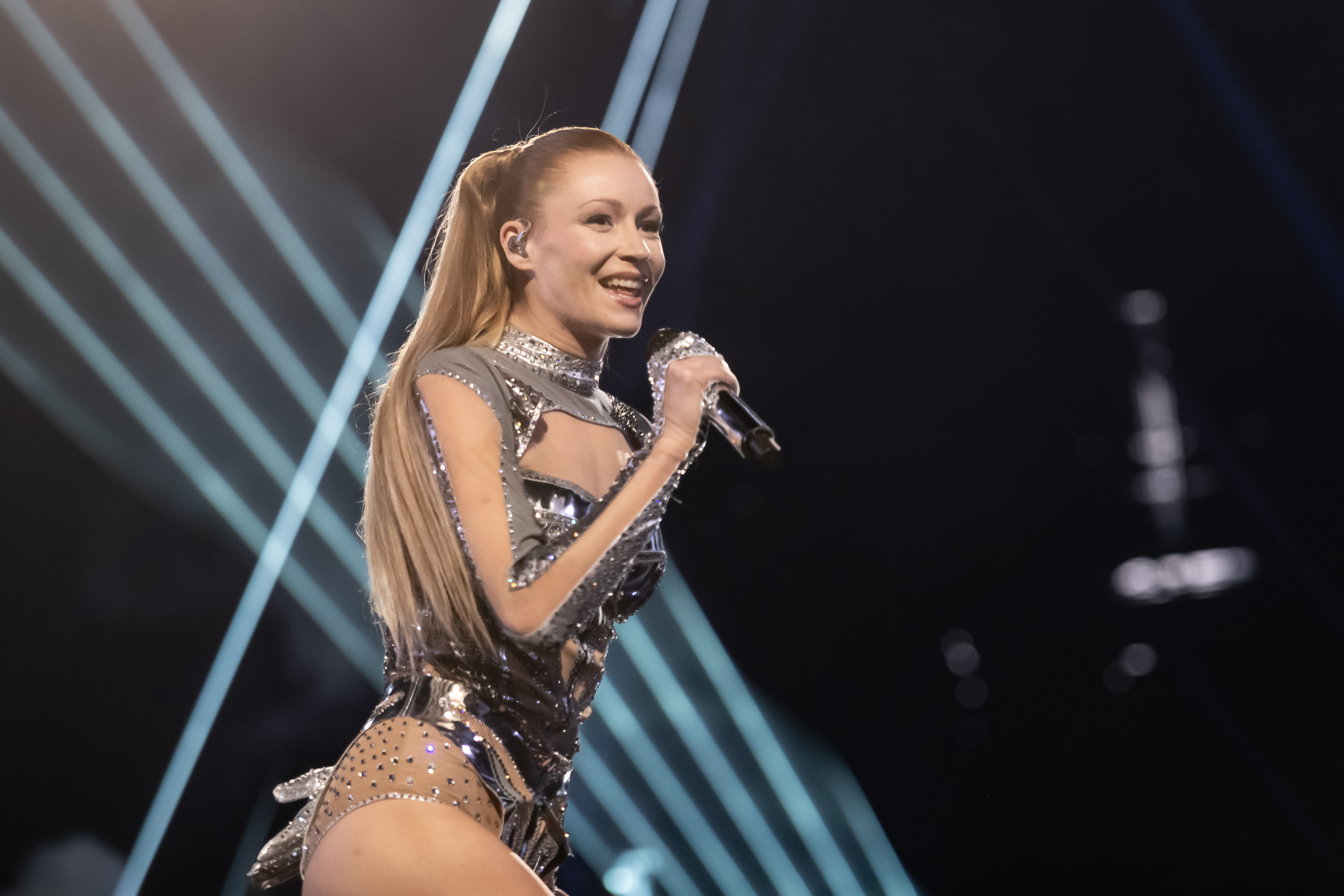
Kaleen v Malmö (2024)
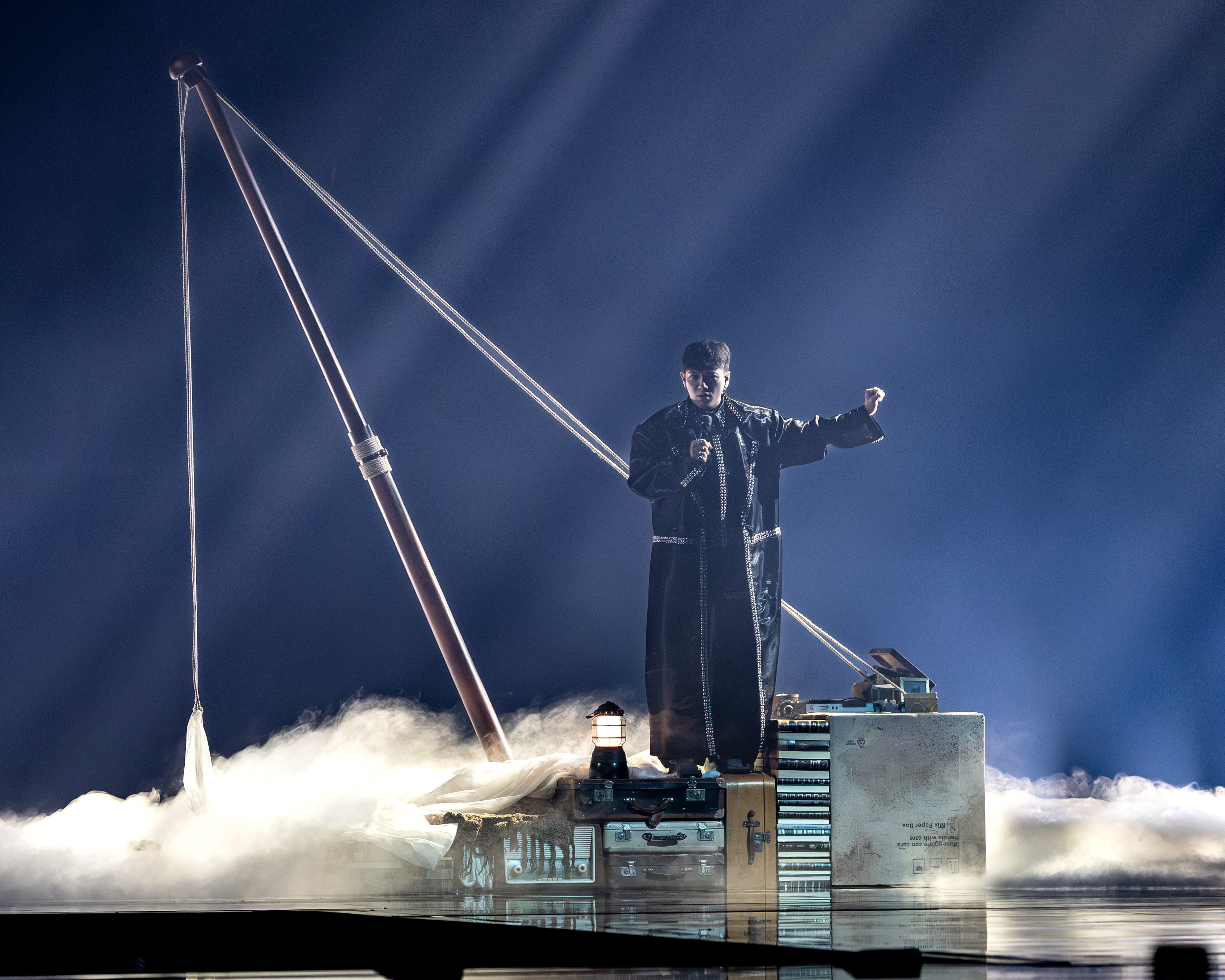
JJ v Basileji (2025)